# Stadio Rat Verlegh
Il Rat Verlegh Stadium è lo stadio situato a Breda che ospita le partite in casa della società calcistica NAC Breda. Lo stadio è in uso dal club dal 1996 quando fu chiamato "Fuji Film Stadium", un nome non approvato da molte persone. Nel 2003 il nome dello stadio è stato cambiato in PC World Stadium, mentre a partire dal 1º luglio 2006 lo stadio viene chiamato "Rat Verlegh Stadium", dedicato al giocatore del NAC più famoso Antoon Verlegh, soprannominato il topo. Lo stadio può contenere 17.750 posti. Le partite ospitate dallo stadio durante la sera vengono anche chiamate le notti NAC.

## Storia
Il Rat Verlegh Stadium è il risultato della demolizione del vecchio stadio del NAC di Beatrix Street. Lo stadio è stato inaugurato ufficialmente l'11 agosto 1996 con una partita amichevole tra la formazione casalinga e il vice campione del mondo Grêmio, mentre la prima partita ufficiale è avvenuta il 16 agosto dello stesso anno, tra il NAC Breda e il Dordrecht'90. Stanley MacDonald è stato il primo giocatore a segnare un gol in quello che allora era chiamato il FUJIFILM Stadium.
Oltre le partite della Coppa, lo stadio ospitò le partite di campionato e alcune partite amichevoli: il 12 febbraio 2002 allo stadio si disputò il match tra la Turchia e l'Ecuador. In aggiunta, nello stadio furono anche disputati alcuni match per l'Intertoto con il Troyes e con il Rosenborg. Vi si sono anche svolti match contro team importanti come il Newcastle United, Ganjasar, Polonia Varsavia e Villarreal CF per la Coppa UEFA e la UEFA Europa League.

## Architettura
Il formato della tribuna dello stadio è simile al formato degli stadi tipici dei Paesi Bassi: sui lati corti vi sono i tifosi e una galleria a lato lungo nella quale vi sono gli sponsor. Alcuni tifosi hanno dato il nome del vecchio stadio alla curva principale.

## Museo
Il Rat Verlegh Stadium ospita il Museo NAC, uno spazio museale che si trova sotto la sezione G dello stadio e dove le persone interessate possono ammirare la storia della squadra. Il museo ha una grande collezione di (vecchie) foto disponibili, ma i visitatori potranno anche osservare magliette, gagliardetti, sciarpe, tazze e poster della squadra. Il museo è disponibile sia per gruppi che per visite individuali.

## Piani
Ci sono piani per ampliare la capacità dello stadio. Inoltre, vi sono anche dei progetti per allargare l'area intorno allo stadio, che comprende diversi negozi, tra cui un mega-supermercato, un albergo e uffici. Il costo totale del progetto è di circa 100 milioni di euro. La capacità dello stadio durante l'estate del 2009 è aumentata a 17.750 spettatori. Nell'estate del 2010 vi sarà un ampliamento previsto di circa 23.000 spettatori.

## Galleria d'immagini

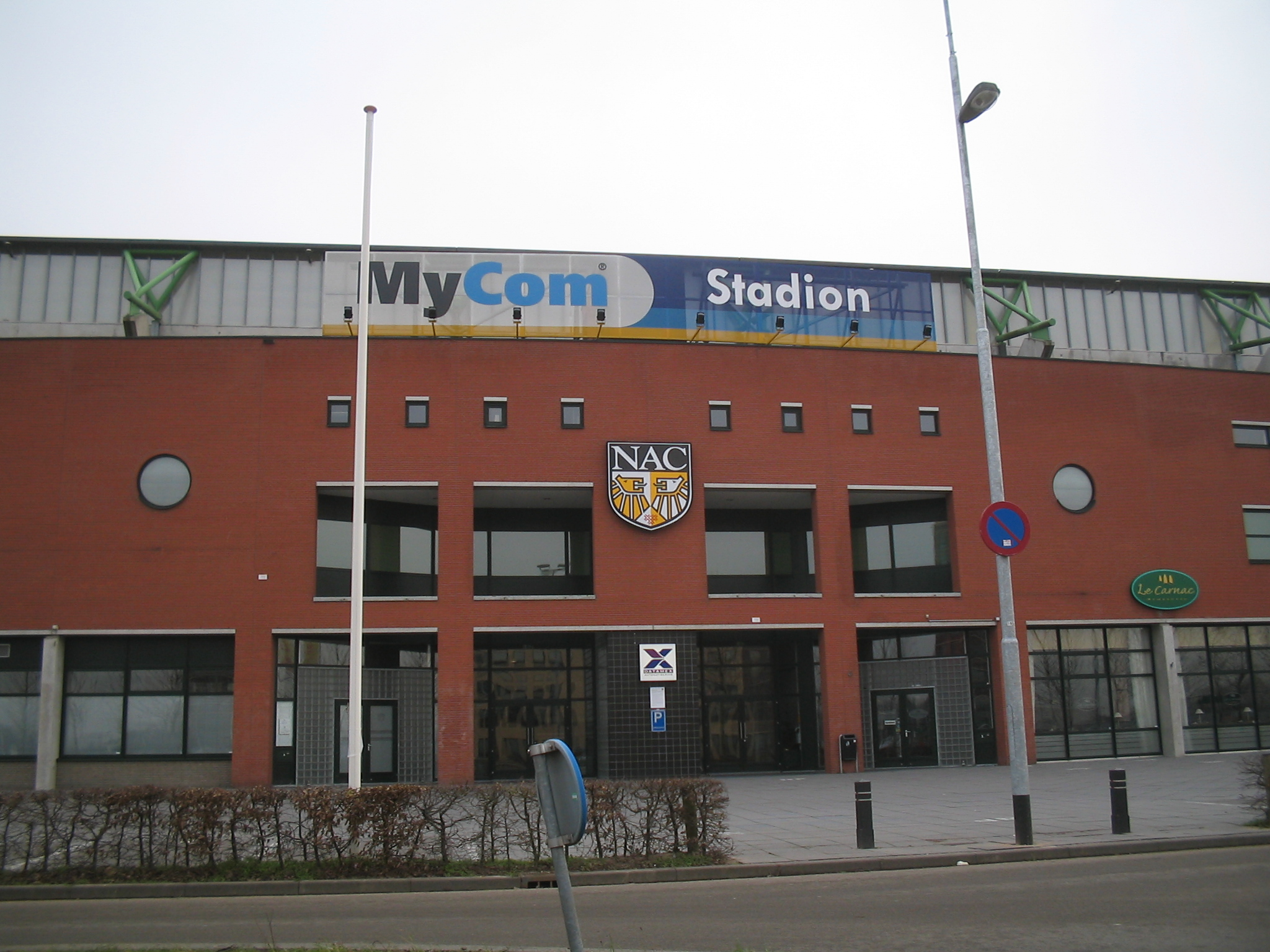
PC World Stadium (2005)
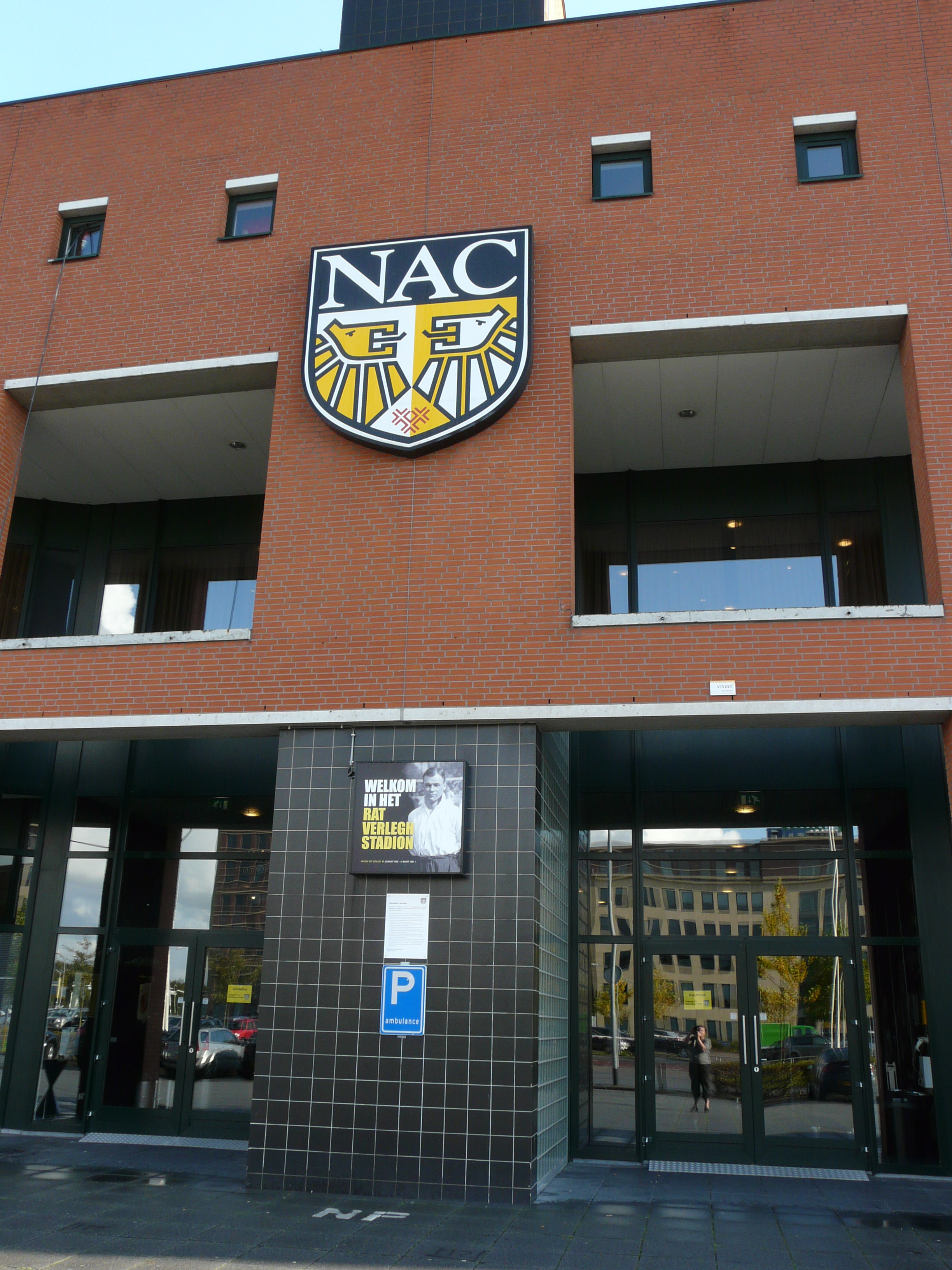
L'ingresso dello stadio
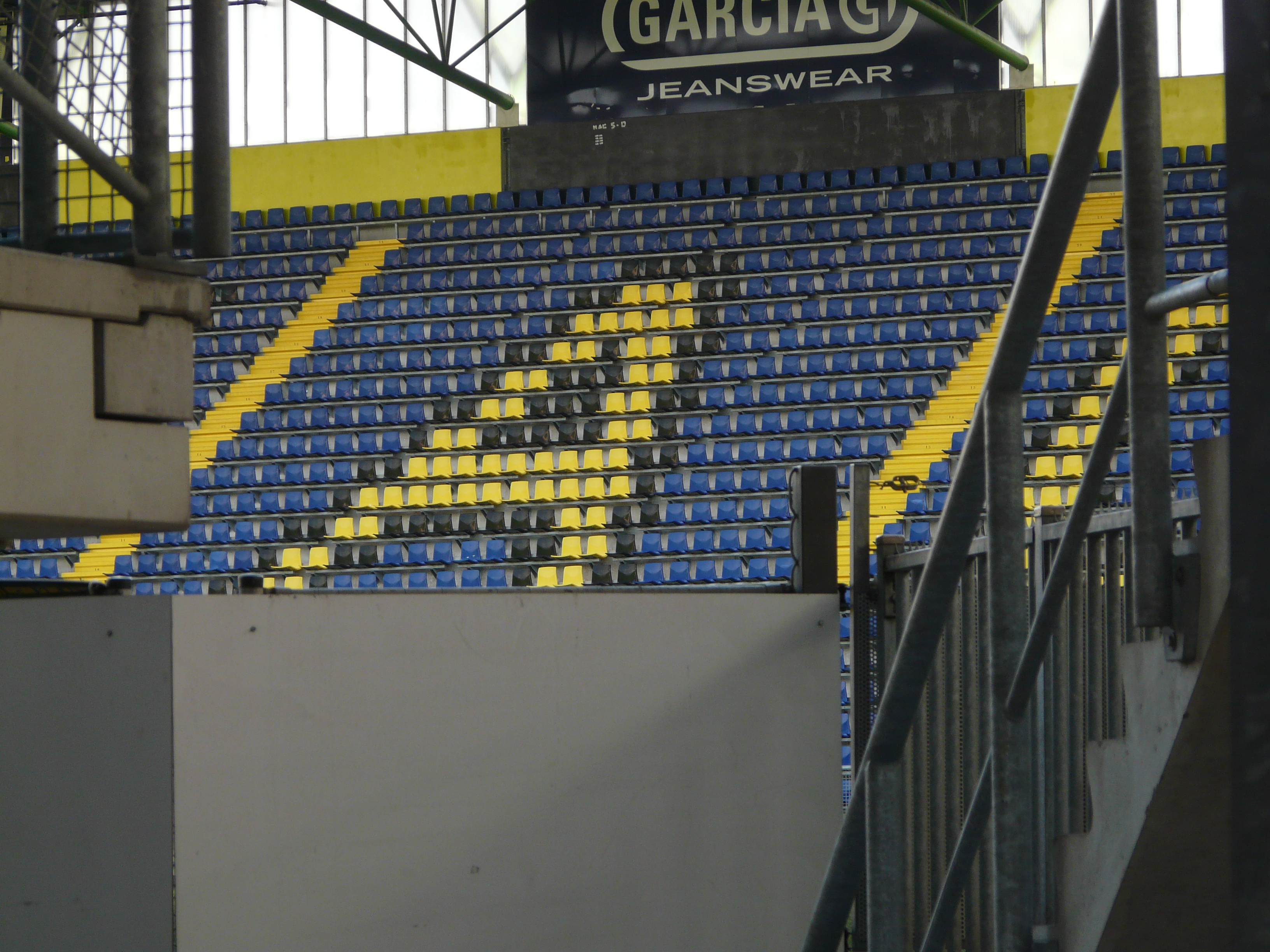
Le tribune (2005)
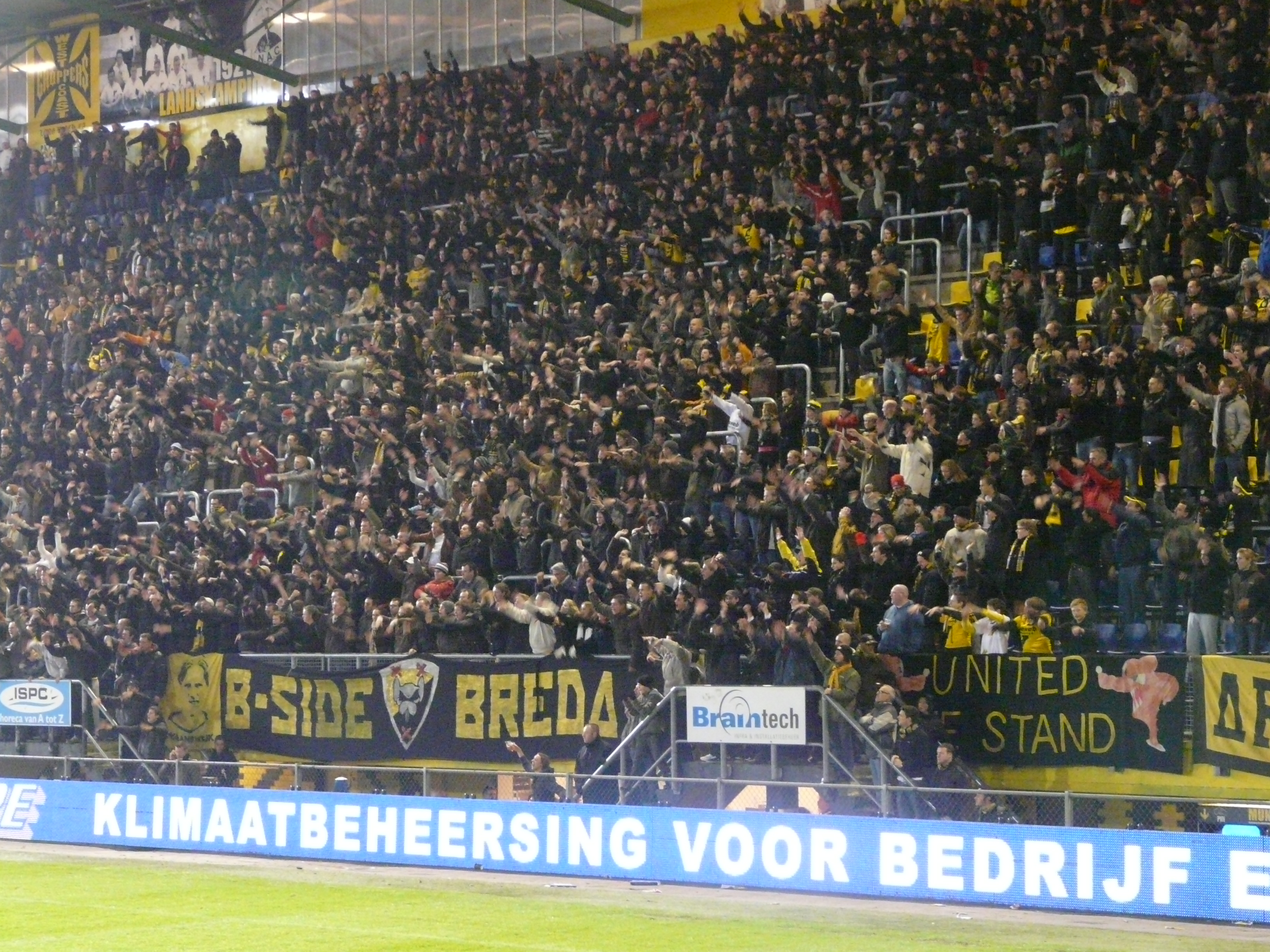
La curva durante una partita di campionato
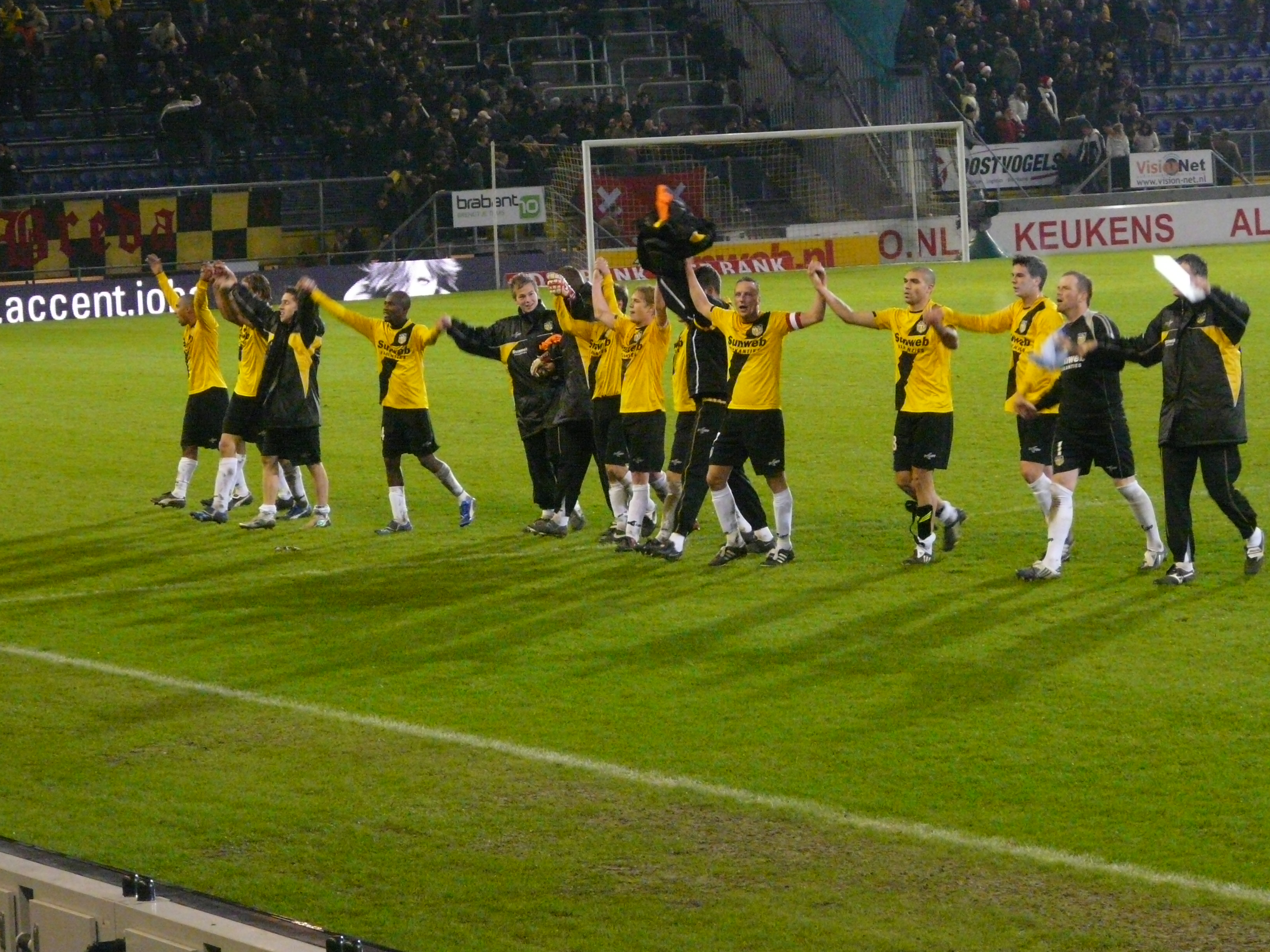
I giocatori festeggiano la vittoria della loro squadra con la curva